# Abbad II. al-Mutadid
Abu ʿAmr ʿAbbad II al-Muʿtadid (arabsko المعتضد بالله أبو عمرو عبَّاد) iz dinastije Abbadidov je bil drugi neodvisni seviljski emir, * 1016, † 28. februar 1069. 
Vladal je od leta 1042 do 1069. Njegov oče Abu al-Kasim Mohamed ibn Abbad je ustanovil taifo Sevilja in postal njen prvi emir. Po njegovi smrti leta 1042 je oblast prevzel  al-Mutadid. Sprva je imel prijateljske odnose s svojim sosedom Ferdinandom I., grofom Kastilije in kraljem Leona, in v svojih deželah dopuščal krščanstvo in celo odobril prenos relikvij svetega Izidorja iz Sevilje v  baziliko svetega Izidorja v Leonu.  
Al-Mutadid je razširil svoje ozemlje z osvojitvijo številnih islamskih taif (neodvisnih kneževin), vključno s tistimi v Mértoli (1044–1045), Huelvi (1051), Algecirasu (1055), Rondi (1065) in Arcosu (1069). Leta 1053 je v svojo palačo v Sevilji povabil več manjših berberskih knezov z juga in jih zadušil do smrti tako, da jih je zaprl v parno kopališče in zaprl vse odprtine v njem. Vojskoval se je tudi z Ziridi iz Granade in Aftasidi iz Badajoza, vendar brez prepričljivih rezultatov. Ko se je Ferdinand I. Leonski leta 1063 z vojsko pojavil na obrobju Sevilje,  je bil Al-Mutadid prisiljen priznati njegovo suverenost in mu plačevati davek. 
Al-Mutadida je po smrti leta 1069 nasledil njegov sin al-Mutamid ibn Abbad.

## Vir
- Ulrich Haarmann, Heinz Halm, ur. (2001). Geschichte der Arabischen Welt. Munich: C.H. Beck.

| Abbad II. al-Mutadid Abadidska dinastijaRojen: ni znano Umrl: 28. februar 1069 |                                |                                 |
| Vladarski nazivi                                                               |                                |                                 |
| Predhodnik: Abu al-Kasim Mohamed ibn Abbad                                     | Emir Seviljske taife 1042–1069 | Naslednik: al-Mutamid ibn Abbad |